# Ẻ
Cette page contient des caractères spéciaux ou non latins. S’ils s’affichent mal (▯, ?, etc.), consultez la page d’aide Unicode.
Ẻ (minuscule : ẻ), appelé E crochet en chef, est une lettre latine utilisée dans l’alphabet du vietnamien comme variante de la lettre ‹ E ›. Elle est composée de la lettre E diacritée d'un crochet en chef.

## Utilisation
- Vietnamien : le ‹ Ẻ › est un /ɛ/ avec un ton moyen tombant-montant : /ɛ˧˩˧/. Le crochet en chef, indiquant ce ton, se retrouve aussi sur d’autres voyelles.

## Représentations informatiques
Le E crochet en chef peut être représenté avec les caractères Unicode suivants :
- précomposé (latin étendu additionnel)[1] :

| formes    | représentations | chaînes de caractères | points de code | descriptions                              |
| --------- | --------------- | --------------------- | -------------- | ----------------------------------------- |
| capitale  | Ẻ               | Ẻ                     | U+1EBA         | lettre majuscule latine e crochet en chef |
| minuscule | ẻ               | ẻ                     | U+1EBB         | lettre minuscule latine e crochet en chef |

- décomposé (latin de base, diacritiques) :

| formes    | représentations | chaînes de caractères | points de code | descriptions                                          |
| --------- | --------------- | --------------------- | -------------- | ----------------------------------------------------- |
| capitale  | Ẻ               | E◌̉                    | U+0045 U+0309  | lettre majuscule latine e diacritique crochet en chef |
| minuscule | ẻ               | e◌̉                    | U+0065 U+0309  | lettre minuscule latine e diacritique crochet en chef |

Il peut aussi être représenté dans des anciens codages
- VISCII :
  - capitale Ẻ : CB
  - minuscule ẻ : EB